# Ženijní skupinové velitelství I Staré Město pod Sněžníkem

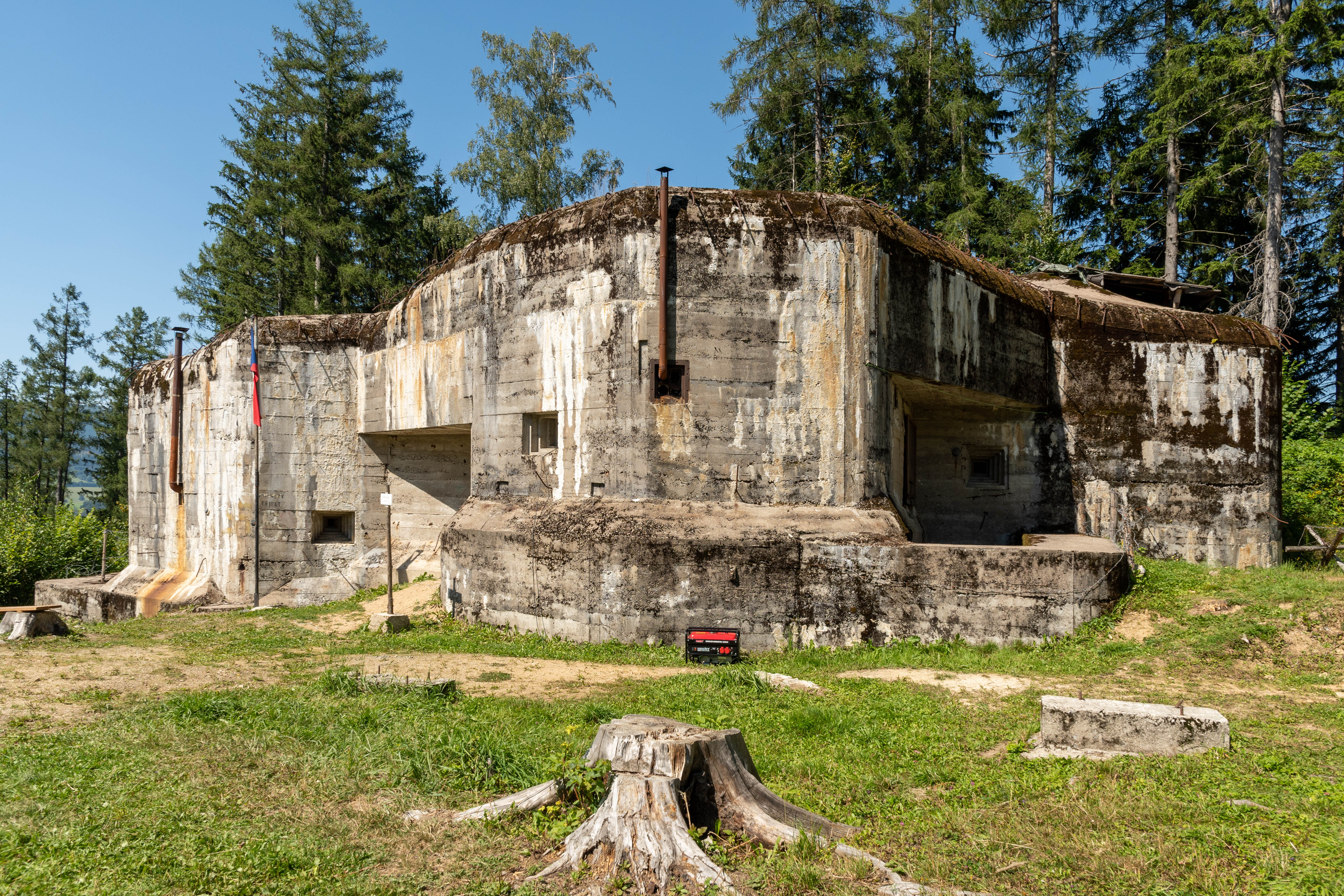
Pěchotní srub StM-S 32 Krajní

Ženijní skupinové velitelství I Staré Město pod Sněžníkem byl vojenským orgánem řídícím výstavbu přiděleného úseku linie československého opevnění, stavěného v letech 1933–1938 proti nacistickému Německu. Přidělená část linie začíná v prostoru Maliníku v pohoří Králický Sněžník a vede po ose Podbělského hřbetu do prostoru vrcholu Sušina, dále severně od Starého Města a Branné na vrchol Šeráku (1351 m) a jižně od Jeseníku do k nevystavěné dělostřelecké tvrzi Orlík v severozápadním svahu stejnojmenné hory v pohoří Hrubý Jeseník. Tvrz Orlík přidělený úsek ŽSV I zakončovala. Celkem zde bylo plánováno 83 objektů, do září 1938 jich bylo vybetonováno pouhých osm. Velením ŽSV byl pověřen plk. žen. František Baron.